# Nadagara juventinaria
Nadagara juventinaria là một loài bướm đêm trong họ Geometridae.